# 루시드 모터스
루시드 모터스(Lucid Motors, Inc.)는 미국의 전기 자동차 제조 기업이다. 2007년에 설립되었으며 캘리포니아주 뉴어크에 본사를 두고 있다. 2021년에 첫 번째 자동차인 루시드 에어가 개발됐다.

## 역사
루시드는 2007년에 Atieva라는 이름으로 설립되었으며, 원래는 다른 자동차 제조사들을 위한 전기 자동차 배터리와 파워트레인을 만드는 데 초점을 맞추었다.
2016년 기준으로 루시드의 직원 500명 중 일부는 피터 라울린슨 전 테슬라 엔지니어링 부사장과 데릭 젠킨스 전 마즈다 북미사업부 디자인실장 등 테슬라·마즈다 등 다른 자동차회사에서 근무한 적이 있다. Tsing Capital, Mitsui, Venrock, JAFCO 등으로부터 2016년까지 약 1억 3천 1백만 달러를 투자했다. 벤록, 미쓰에이, JAFCO는 여전히 이 회사의 현재 투자자이다.
이 회사는 2016년 10월 루시드 모터스로 브랜드를 변경했으며 전전기 고성능 럭셔리 차량을 개발하겠다는 의사를 공식적으로 밝혔다.
2016년 11월 29일, 주 및 회사 관계자들은 2020년대 중반까지 2,000명의 근로자를 고용할 것으로 예상된 미국 애리조나주 카사 그란데에 루시드의 7억 달러 제조 공장을 건설할 계획이라고 발표했는데, 초기에는 20,000대의 자동차를 생산하고 연간 13만 대까지 확장할 수 있었다. 이 공장은 그 후 연간 최대 38만대의 자동차를 지원하도록 설계될 예정이었다. 2016년 11월 기준으로, 동사는 2017년에 착공하여 2019년 초까지 자동차를 생산하기로 계획하였다.
2018년 9월 17일, 루시드 모터스는 사우디 아라비아의 공공 투자 기금과 10억 달러 이상의 기금을 위해 협의 중이라고 발표했다. 투자는 2019년 4월에 완료되었다. 투자 기금은 Lucid Air 모델의 최종 엔지니어링 및 테스트, 애리조나주 Casa Grande에 있는 제조 공장의 1단계 건설, Lucid Air의 상업적인 생산, 북미 지역에서 시작된 Lucid의 전세계 소매 전략이다. 2019년 말에 공장 건설이 시작되었고, 2020년 12월에 1단계 공사가 완료되었다. 2단계 공사는 진행 중이며 연간 34,000대에서 90,000대로 생산능력을 증가시킬 것이다. 완공된 공장(4단계)은 연간 약 40만대의 자동차 생산 능력을 갖추게 된다.
2021년 2월 루시드 모터스는 117억5000만달러 규모의 특수목적지 인수회사인 처칠캐피탈 코퍼 4세(티커 CCIV) 합병 계약을 발표했다. CEO Rawlinson은 2023년까지 Project Gravity SUV를 생산하고, 2024년 또는 2025년까지 Tesla의 모델 3에 경쟁업체를 제공하겠다는 Lucid의 의사를 밝혔다.

## 차량
루시드는 초기에는 주로 배터리 기술을 개발했지만, 2014년부터 첫 자동차 개발을 시작했다.

### 개발 프로토타입
이 회사는 처음에는 "에드나"라는 이름의 메르세데스 메트리스 밴을 사용하여 파워트레인을 개발하였다.

### 루시드 에어
루시드 에어 완전 전기 자동차의 프로토타입은 2016년 12월에 공개되었다. 루시드 에어는 11월 고객에게 첫 인도되었다. 2020년 11월, 루시드 에어 퓨어는 406마일(653km)의 예상 범위와 480마력(360kW)의 시작 가격으로 발표되었다. 모든 모델의 종류에는 루시드 에어 투어링, 그랜드 투어링, 드림 에디션 등이 포함되어 있다.
2020년 8월 11일, 한 번 충전하면 EPA 범위가 517mi (832km)로 예상된다고 발표되었다.
Lucid는 Mobileye와 운전자 지원 기능을 위해 Eye Q4 칩과 8개의 카메라를 사용하기로 합의했으며 자동차를 "자율적으로" 준비할 것이다. 이 4도어 세단은 소프트웨어 제한 최고 속도(349km/h)에 도달할 수 있다. 2017년 7월, 오하이오 교통 연구 센터에서 고속 트랙을 달리면서 특수 버전(소프트웨어 및 기타 변경을 통해 속도 제한 장치가 비활성화됨)이 시속 235마일을 기록하였다.
루시드는 아마존의 음성 비서 알렉사와 호환성을 구축하기 위해 아마존과 협업하고 있으며, 운전 중 내비게이션, 전화, 미디어 스트리밍, 스마트 홈 컨트롤, 기타 활동에 음성 보조 장치를 사용할 수 있다.

### 프로젝트 그래비티
루시드는 2020년 9월 프로젝트 그래비티(Project Gravity)라는 전기 SUV 콘셉트를 공개했지만, 짧은 '미래의 시선'과 짧은 영상 부분만을 제공했다.

## 배터리
루시드 에어는 900V 이상의 전기 아키텍처인 맞춤형 리튬 이온 배터리 셀로 출시될 예정이다.
루시드의 차는 리튬이온배터리(34개)에 2170(6개) 표준을 적용했고 삼성SDI(35개)와 LG화학과도 공급 계약이 체결됐다.
루시드는 2018-19 시즌 포뮬러 E의 모든 레이스 팀을 위해 배터리 팩을 설계, 개발, 제조 및 공급했으며, 2019-20 시즌 동안 McLaren Applied Technologies 및 Sony와 협력하여 배터리 팩을 계속 제공할 예정이다. 공식 E 규격은 배터리 중량이 250kg(550lb), 에너지가 54kWh이며 최대 전력은 250kW이다.

### 충전
Lucid Motors는 Telectricy America와 제휴하여 전국 충전 네트워크를 이동 중에 Lucid의 전기 차량을 재충전하기 위한 옵션으로 사용한다. 루시드 에어는 스테이션의 350kW 충전 기능을 사용할 때 최대 20분 안에 300마일을 추가할 수 있다.

## 생산시설
2019년 12월, 루시드는 미국 최초의 EV 제조용 그린필드 설비인 애리조나주 카사 그란데의 공장에서 착공하였다. 2020년 12월 1일, Lucid는 AMP-1로 불리는 공장 건설을 완료했으며, "연간 최대 400,000대의 전기 자동차 증대를 목표로 하고 있다."
7억 달러 규모의 이 시설은 2021년 봄까지 루시드 에어 생산을 시작할 것으로 예상된다. 초기 단계에는 초기 999,000 평방 피트가 포함되지만, 루시드는 2028년까지 이를 510만 평방 피트로 확장할 의도를 가지고 있다. 2단계 공사는 2021년 초 어느 시점에 시작될 것으로 예상된다. 루시드는 또한 2023년까지 같은 시설에서 현재 "Project Gravity"로 불리는 SUV를 생산하기를 원한다. 이 시설이 건설된 땅은 루시드 소유가 아니라 500에이커의 땅을 루시드에게 임대하게 될 피날 카운티의 소유이다. 피날 카운티는 앞으로 루시드에게 토지 소유권을 양도할 계획이다. 이 토지는 피날 카운티가 2994만 달러에 매입했으며, 이 토지는 채권 발행으로 조달되었다.